# Шпион, выйди вон! (сериал)
«Шпио́н, вы́йди вон!» (англ. Tinker Tailor Soldier Spy; дословно — «Лудильщик, портной, солдат, шпион», детская считалка) — телевизионный мини-сериал 1979 года в детективном жанре, снятый по одноимённому роману Джона Ле Карре. Главную роль в нём сыграл Алек Гиннесс. Сериал включает семь эпизодов (в американском варианте — шесть).

## Сюжет
Действие сериала происходит в 1970-х годах, в разгар Холодной войны. Главный герой, Джордж Смайли, — агент, пытающийся разоблачить советского шпиона, засевшего в верхушке МИ-6. Литературной основой сценария стал роман Джона Ле Карре «Шпион, выйди вон!».

## В ролях
- Алек Гиннесс — Джордж Смайли
- Майкл Джейстон — Питер Гиллем
- Энтони Бейт — Оливер Лэйкон
- Джордж Сьюэлл — Мендел
- Иэн Ричардсон — Билл Хейдон

## Создание и оценки
Съемки сериала проходили главным образом в Лондоне. В Глазго снимались эпизоды, действие которых происходит в Чехословакии, в Оксфордском университете, в школе Бредон в Глостершире и в ряде других мест. Премьерный показ проходил на BBC Two с 10 сентября по 22 октября 1979 года.
Критики высоко оценили «Шпиона». На сайте-агрегаторе отзывов Rotten Tomatoes его рейтинг составил 88%. Обозреватель Washington Post Том Шейлс назвал сериал «сложным и увлекательным», а его эпизоды — «шестью захватывающими и восхитительно продолжительными часами». Рецензент New York Times Джон Джей О’Коннор счёл «необычайно блестящей» игру Алека Гиннесса. По его словам, этот актёр мог «сказать больше, слегка приоткрыв рот, чем большинство актеров может сказать, крича со стропил». О’Коннор похвалил актерский состав второго плана и отметил, что сценарий Артура Хопкрофта «полностью соответствует духу романа».
Сериал получил четыре номинации на «Премию Британской Академии в области телевидения» (победил в одной, «Лучший актёр», награду получил Алек Гиннесс), пять номинаций на «Премию Британской академии в области телевизионного мастерства» (победил в одной, «Лучший оператор»), две номинации на премию Broadcasting Press Guild и одну на «Эмми».